# リッチ (護衛駆逐艦)
|          | |
| 艦歴     | |
| 発注     | 1942年 |
| 起工     | 1943年3月27日 |
| 進水     | 1943年6月22日 |
| 就役     | 1943年10月1日 |
| その後   | 1944年6月8日に戦没 |
| 性能諸元 | |
| 排水量   | 基準：1,400トン、 満載：1,740トン |
| 全長     | 306 ft (93 m) |
| 全幅     | 37 ft (11.3 m) |
| 吃水     | 13.5 ft (4.1 m) |
| 最大速力 | 23ノット (43 km/h) |
| 乗員     | 士官15名 下士官兵210名 |
| 兵装     | 50口径76mm単装砲 3門 28mm4連装機銃 1基 エリコン 20 mm単装機関砲 8門 533mm3連装魚雷発射管 1基 ヘッジホッグ 1基 爆雷投射機 8基 爆雷投下軌条 2軌 |

リッチ (USS Rich, DE-695) は、アメリカ海軍の護衛駆逐艦。バックレイ級護衛駆逐艦の1隻。艦名はミッドウェー海戦の功績で海軍十字章を受章したラルフ・M・リッチに因む。

## 艦歴
リッチは1943年3月27日にミシガン州ベイシティのデフォー造船で起工する。同造船所で起工した三番目の護衛駆逐艦であった。1943年6月22日にラルフ・マクマスター・リッチ夫人（リッチ少尉の未亡人）によって命名、進水し、就役前の造船所による公試はヒューロン湖で行われた。
竣工後はイリノイ州シカゴに向けて出航し、9月24日に到着した。リッチはシカゴ運河を通過し、シカゴ川を下ってジョリエットへ向かい、そこでポンツーンが取り付けられた。艀船の一部としてデスプレーンズ川、イリノイ川、ミシシッピ川を下り、ルイジアナ州アルジャースのトッド・ジョンソン造船所に到着後、残る乗組員が乗艦し、1943年10月1日に艦長E・A・マイケル・ジュニア少佐の指揮下就役した。
バミューダ沖での整調後、リッチは第19護衛艦隊に加わり1944年2月末まで沿岸護衛、偵察任務に従事した。当時の第19護衛艦隊はリッチ、ブル (USS Bull, DE-693) 、バンチ (USS Bunch, DE-694) 、ベイツ (USS Bates, DE-68) 、アムスベリー (USS Amesbury, DE-66) 、ブレスマン (USS Blessman, DE-69) から構成された。その後、大西洋横断の護衛任務に配属されたリッチは、5月までに3度の往復を行う。1944年5月10日にリッチはニューヨークを出航したが、これが最後の北大西洋横断となった。
5月23日に北アイルランドのロンドンデリーに到着し、アメリカ合衆国に帰国する船団の護衛任務を待っていたリッチは、ノルマンディー上陸作戦への参加を命じられた。リッチは海軍のノルマンディー侵攻作戦であるネプチューン作戦の準備を始める。6月4日にプリマスに到着し、戦艦ネバダ (USS Nevada, BB-36) の護衛として配属された。
作戦スケジュールは悪天候のため24時間遅れとなり、「U」部隊は6月5日にフランスに向けて出航した。リッチは姉妹艦のベイツと共に第125任務部隊の砲撃グループの護衛として参加した。同部隊は戦艦ネバダ、重巡洋艦クインシー (USS Quincy, CA-71) 、タスカルーサ (USS Tuscaloosa, CA-37) 、軽巡洋艦ブラック・プリンス (HMS Black Prince, 81) から構成された。6月6日から8日まで部隊はカランタン河口北西部のユタ・ビーチに上陸する部隊への支援射撃を行い、リッチは部隊の護衛に従事した。6月6日にリッチは煙幕を張ってドイツのSボートによる攻撃を防いだ。
6月8日の08:45、リッチはタスカルーザに乗る第125.8任務群の指揮官から、第3火力支援エリアのサン・マルコフ諸島北西部で触雷した駆逐艦グレノン (USS Glennon, DD-620) の支援を命じられた。リッチは全速力で同エリアに急行し、2隻の掃海艇と共にグレノンの援護を行った。リッチは低速で航行し、乗員は敵機および機雷に警戒した。
09:20頃、リッチはグレノンの曳航準備を行う掃海艇の乗員から300ヤードの海上にあったが、右舷50ヤードで機雷が爆発した。この爆発でリッチのブレーカーが落ち照明が切れ、艦は大きく揺れ乗員は立っていられないほどであったが、船体構造に損害は生じなかった。1分以内に機関室から「全てのベルに応答する準備完了」の報告が行われたが、3分後に別の機雷が艦の下方で爆発した。艦後方、第130フレームから後ろの28mm4連装機銃基部を含む50フィートが吹き飛んだ。船尾区画は炎上したが、生存者は残骸にしがみついた。船尾はたちまち沈んだ。主甲板には3フィートのたるみが生じ、2発の魚雷が発射管の中で熱せられた。3個目の感応機雷が2分後に製氷室前方で爆発した。艦の前方は大きく破壊され、露天艦橋は倒壊し、前方火器管制室は大きく損傷しマストは崩れ落ちた。救命筏による退艦と、艦の放棄が命じられた。ジョン・D・バルクリー少佐指揮するPTボート戦隊がリッチに近寄り乗員の救助を開始した。この間、ドイツ軍の沿岸砲台は砲撃を継続していた。数分後、リッチは北緯49度31分 西経1度10.6分 / 北緯49.517度 西経1.1767度、40フィートの海底に沈没した。この戦闘で27名が死亡し73名が負傷、62名が行方不明となり、負傷などでその後合計91名が死亡した。リッチはノルマンディーで失われた唯一のアメリカ軍護衛駆逐艦であった。艦長のマイケル少佐は戦闘で脚を骨折したが、その功績で海軍十字章を受章した。
リッチは第二次世界大戦中の戦功で1個の従軍星章を受章した。 
その後リッチの残骸から機器類、砲、弾薬、その他の装備品が引き揚げられた。戦後リッチの残骸は朽ち果て、装備の一部はD-デイ博物館に展示されている。スクリューの一つは博物館の前に展示されている。